# Фобос
Фо́бос (др.-греч. φόβος «страх») — один из двух спутников Марса (наряду с Деймосом).
Спутник был открыт американским астрономом Асафом Холлом в 1877 году и назван в честь древнегреческого бога Фобоса (переводится как «Страх»), сына бога войны Ареса.

## Описание

Орбиты спутников Марса

Фобос вращается на среднем расстоянии 6006 км от поверхности Марса и 2,77 радиуса Марса от центра планеты (9400 км), что в 41 раз меньше расстояния между центрами Земли и Луны (384 400 км); перицентр составляет 9235,6 км, апоцентр — 9518,8 км. Фобос делает оборот за 7 ч 39 мин 14 с, что примерно в три раза быстрее вращения Марса вокруг собственной оси. В результате на марсианском небе Фобос восходит на западе и заходит на востоке.
Фобос имеет форму, близкую к трёхосному эллипсоиду, большая ось которого направлена на Марс. Размеры Фобоса составляют 26,8×22,4×18,4 км.
Вследствие крайне малой массы атмосфера у Фобоса отсутствует. Чрезвычайно низкая средняя плотность Фобоса (около 1,86 г/см³) указывает на пористую структуру спутника с пустотами, составляющими 25—45 % объёма.
Период вращения Фобоса вокруг своей оси совпадает с периодом его обращения вокруг Марса, поэтому Фобос всегда повёрнут к планете одной и той же стороной. Его орбита находится внутри предела Роша для «жидкого» спутника, однако приливные силы не разрывают его, поскольку он имеет рыхлую структуру, и его орбита в настоящее время лежит вне предела Роша для «твёрдого» спутника. Тем не менее, в силу такого положения орбиты невозможно создать искусственный спутник Фобоса.
Фобос постепенно приближается к Марсу. Как установил в 1945 году Б. П. Шарплесс на основе обработки наблюдений Г. О. Струве и более поздних, Фобос испытывает вековое ускорение орбитального движения. И. С. Шкловский в 1959 году на основании расчётов высказал, как он сам заметил, «весьма радикальное и необычное» предположение, что Фобос — полый внутри и имеет искусственное происхождение, именно этим можно было объяснить принятое тогда значение векового ускорения, если считать причиной его торможение Фобоса весьма разреженной атмосферой Марса. Тщательный анализ наблюдательных данных Дж. Уилкинсом (1967), С. Н. Вашковьяк и Э. Синклером (1972) вообще указывал на отсутствие векового ускорения. Но анализ В. А. Шора (1973) показал, что вековое ускорение всё-таки есть, но значительно более слабое, чем считал Шарплесс. Теоретические выводы Шора подтвердили результаты измерений АМС «Маринер-9». Поэтому предположение Шкловского было отвергнуто, и была принята высказанная в том же 1959 году Н. Н. Парийским гипотеза, что причиной векового ускорения является приливное воздействие Марса. Именно оно постепенно приближает Фобос к Марсу. В будущем это приведёт к столкновению Фобоса с Марсом.
В настоящее время Фобос приближается к Марсу на 1,8 метра за столетие. Скорость приближения, однако, зависит непростым образом от оставшегося расстояния. Согласно расчётам, столкновение произойдёт через 43 миллиона лет. Причём ещё до него Фобос разрушится на многие куски, что произойдёт уже через 10—11 миллионов лет, когда он перейдёт свой предел Роша.
Из-за близости Марса сила тяготения на различных сторонах спутника различна, причём на марсианской и противоположной сторонах она практически отсутствует, а там где Марс постоянно виден на горизонте спутника — максимальна, в силу близости Фобоса к пределу Роша.

### Детали рельефа Фобоса

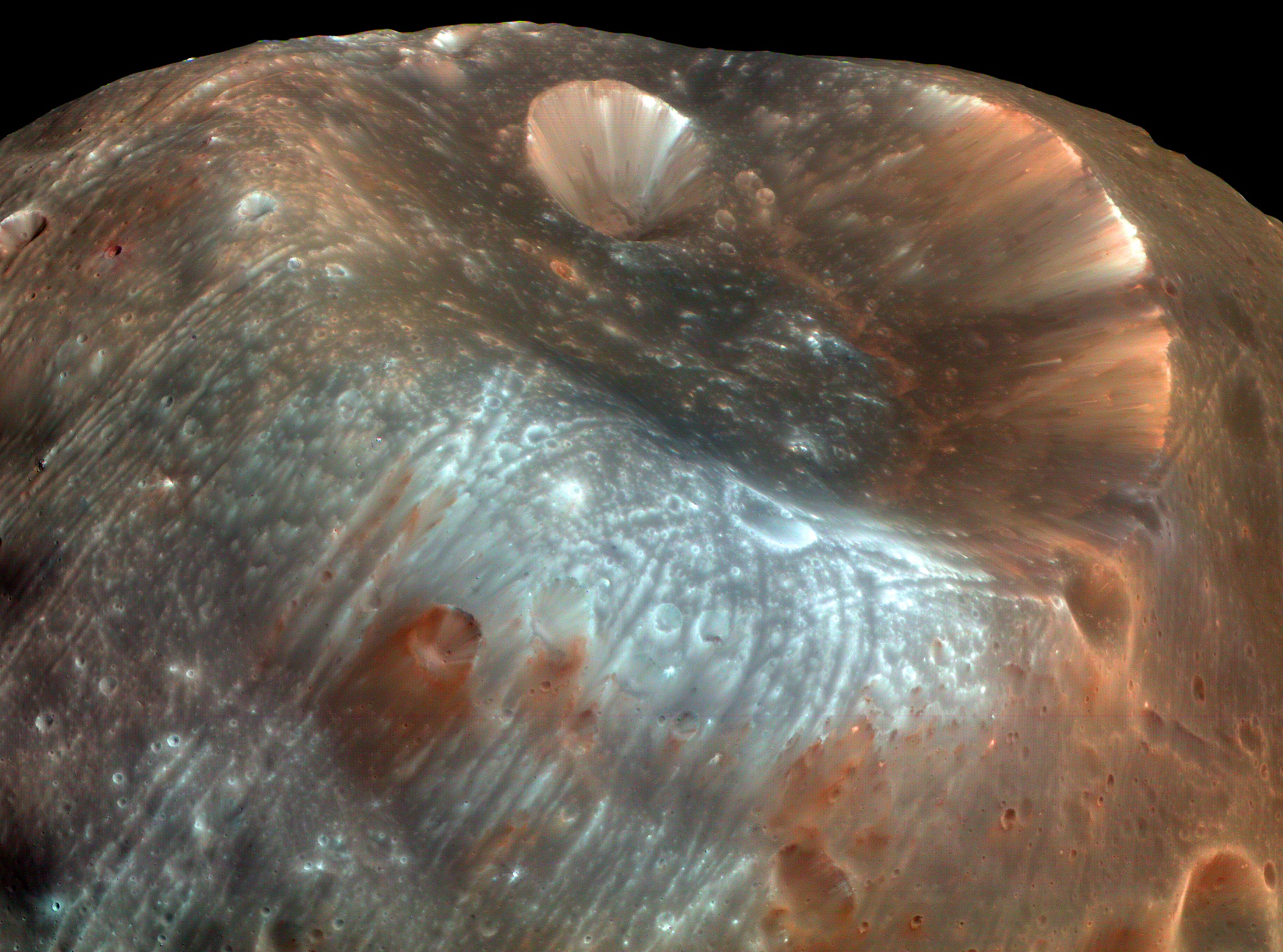
Стикни — самый большой кратер Фобоса

Наиболее заметным образованием на Фобосе является кратер Стикни диаметром 9 км. Кратер образовался в результате столкновения Фобоса с небольшим астероидом, возможно миллион лет назад, и это столкновение почти разрушило спутник.
Также, на Фобосе была обнаружена система загадочных параллельных борозд возле кратера Стикни. Они прослеживаются на расстояниях до 30 км в длину и имеют ширину 100—200 метров при глубине 10—20 метров.

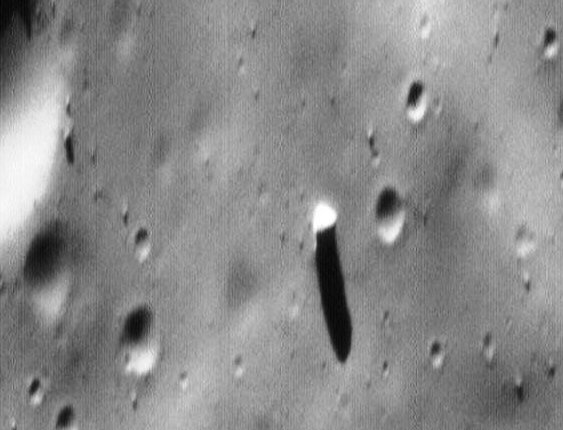
Монолит на Фобосе, снятый миссией «Mars Global Surveyor»

Монолит на Фобосе — валун высотой около 90 метров. Обнаружен Эфраином Палермо после изучения снимков Фобоса, сделанных в 1998 году миссией «Mars Global Surveyor».

## Происхождение

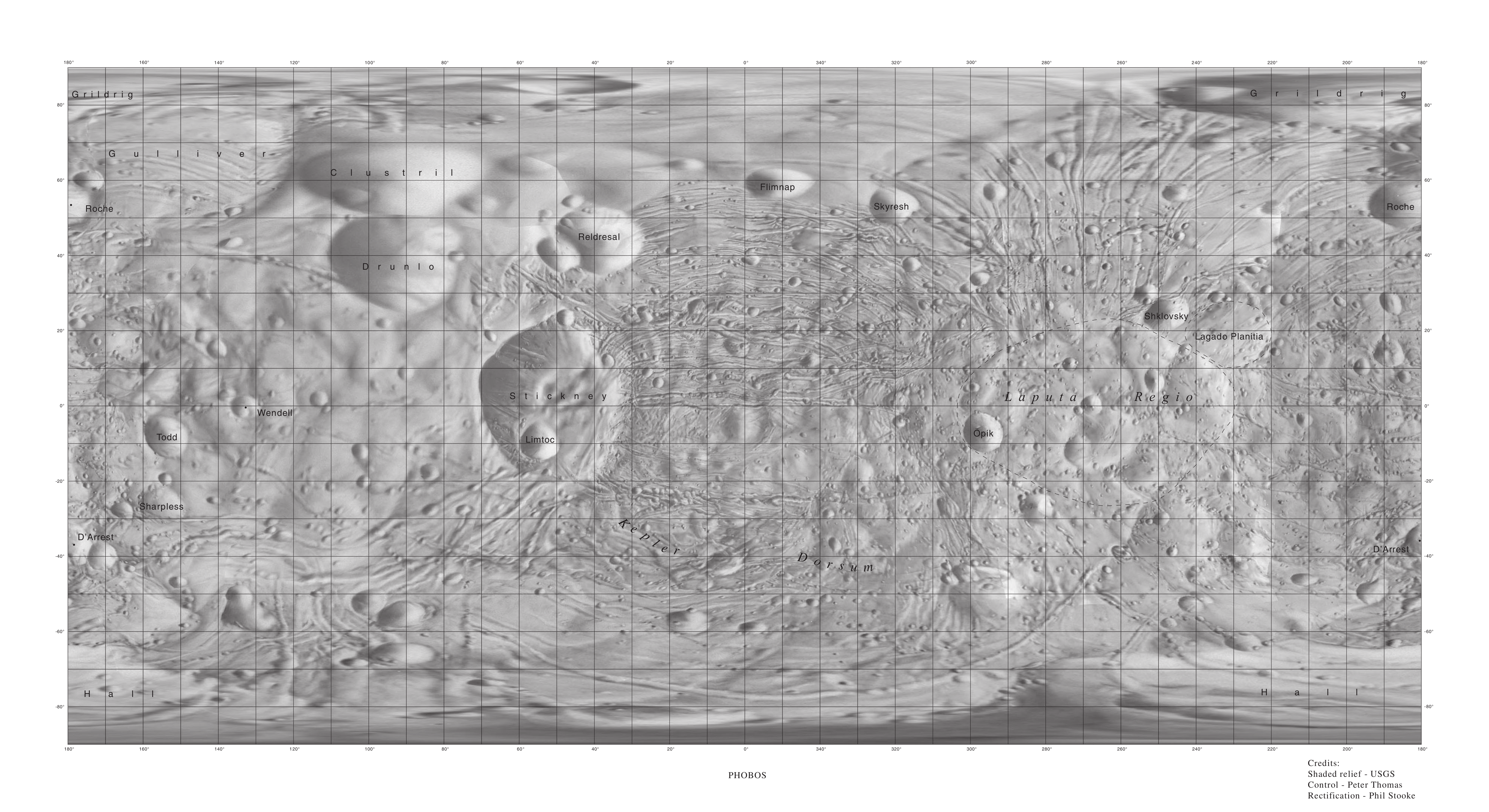
Карта Фобоса

Гипотезы происхождения марсианских спутников по-прежнему противоречивы. Фобос и Деймос имеют много общего с астероидами класса С: их спектр, альбедо и плотность в целом характерны для астероидов класса C или D. Так, по старой гипотезе Фобос, как и Деймос — это астероиды, образовавшиеся около 4,5 миллиардов лет назад в главном поясе астероидов, которые постепенно перемещаясь из внешней его части в сторону Солнца, впоследствии стали спутниками Марса. Захват Марсом сразу двух астероидов представляется маловероятным, поэтому возникла гипотеза, что Фобос и Деймос — это остатки расколовшегося надвое более крупного, единственного астероида, захваченного планетой. Однако Фобос и Деймос обращаются вокруг Марса по круговым орбитам почти точно в плоскости экватора планеты, а их плотности нехарактерны для астероидов и настолько малы, что захват Марсом привёл бы к разрушению таких астероидов. Всё это опровергает гипотезу захвата астероидов.
Точный анализ данных с европейского аппарата Марс-экспресс показал также существенное отличие спектра Фобоса от спектра астероидов главного пояса. По новой гипотезе, Фобос — объект второго поколения Солнечной системы, то есть объект, не образовавшийся одновременно с Марсом, а вновь собравшийся на околомарсианской орбите. Возможно, в прошлом Марс пережил столкновение с крупной планетезималью, которые во времена молодости Солнечной системы встречались часто, выбросив на орбиту огромную массу пород Марса. Часть этого вещества впоследствии собралась на орбите в виде спутников.

## Вид с Марса

Прохождение Фобоса по диску Солнца. Анимация составлена на основе снимков марсохода Opportunity.

Фобос при наблюдении с поверхности Марса имеет видимый диаметр около 1/3 от диска Луны на земном небе и видимую звёздную величину порядка −9 (приблизительно как Луна в фазе первой четверти). Фобос восходит на западе и садится на востоке Марса, чтобы снова взойти через 11 часов, таким образом, дважды в сутки пересекая небо Марса. Движение этой быстрой луны по небу будет легко заметно в течение ночи, так же, как и смена фаз. Невооружённый глаз различит крупнейшую деталь рельефа Фобоса — кратер Стикни. Оба спутника могут наблюдаться на ночном небе одновременно, в этом случае Фобос будет двигаться навстречу Деймосу.
Яркость и Фобоса, и Деймоса достаточна для того, чтобы предметы на поверхности Марса ночью отбрасывали чёткие тени. На Марсе может наблюдаться затмение Фобоса и Деймоса при их входе в тень Марса, а также затмение Солнца, которое бывает только кольцеобразным из-за малого углового размера Фобоса по сравнению с диском Солнца.

## Открытие

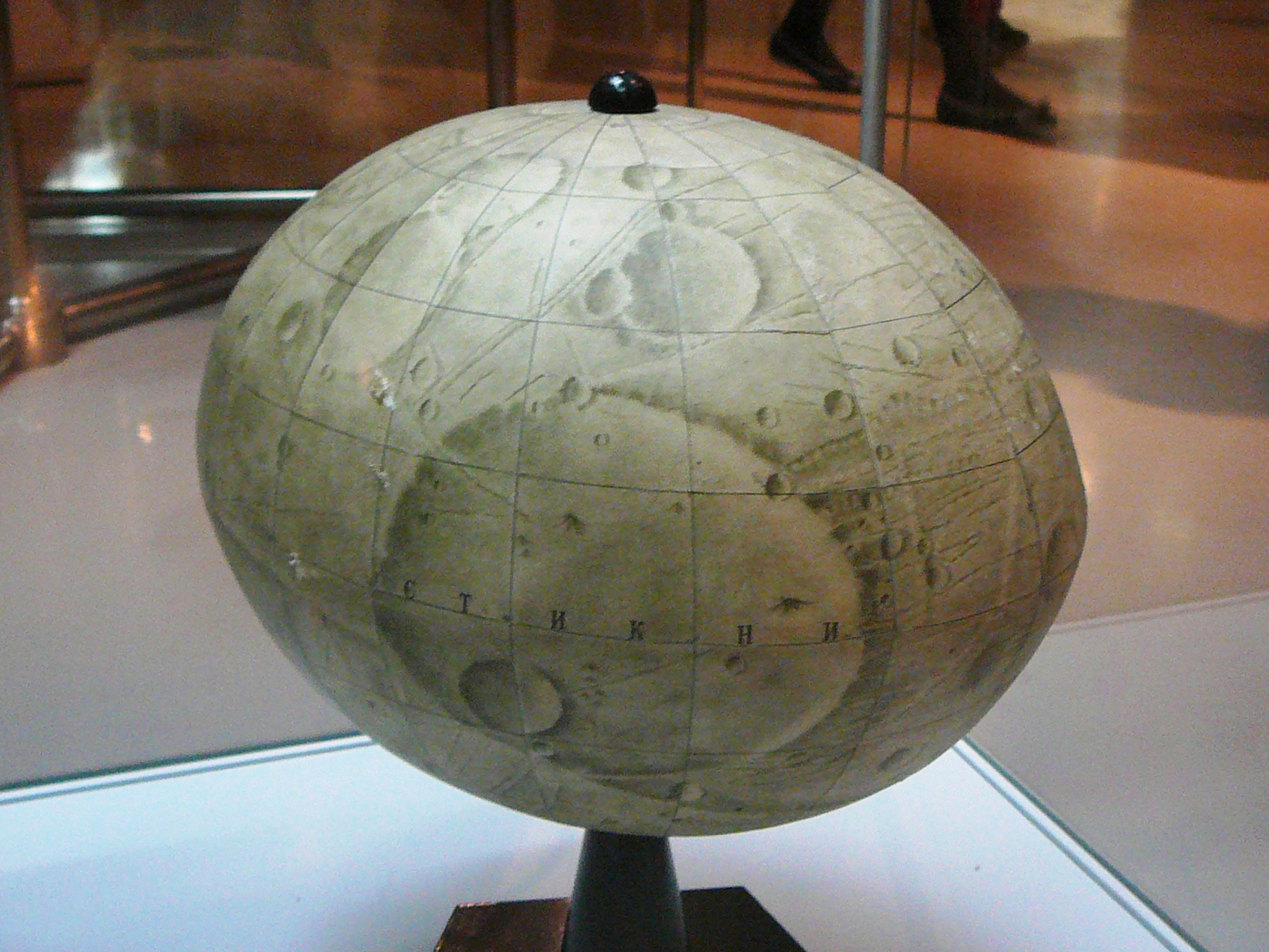
Глобус Фобоса в Музее космонавтики в Москве

Спутники Марса пытался отыскать ещё английский королевский астроном Уильям Гершель в 1783 году, но безрезультатно. В 1862 и 1864 годах их искал директор обсерватории Копенгагенского университета Генрих (Анри) Луи д’Арре с помощью 10-дюймового (25-сантиметрового) телескопа-рефрактора, но также не смог их обнаружить.
Фобос — внутренний спутник — был открыт в серии наблюдений американского астронома Асафа Холла ночью 17 августа 1877 года. Наблюдения проводились в Военно-морской обсерватории США в Вашингтоне, и поэтому, если перевести местное солнечное время к гринвичскому, то официальная дата открытия — это 18 августа 1877 года. В письме Глейшеру от 28 декабря 1877 года Холл пишет:

Из различных имен, которые были предложены для этих спутников, мне больше всего нравятся имена из Гомера, предложенные мистером Маданом из Итона, а именно: Деймос для внешнего спутника и Фобос для внутреннего.
Оригинальный текст (англ.)Of the various names that have been proposed for these satellites I like best those suggested from Homer by Mr. Madan, of Eton, viz. Deimos for the outer satellite, and Phobos for the inner one.

Таким образом, имена для спутников Марса предложил Генри Джордж Мадан в 1877 году, и взял он их из «Илиады» Гомера. Окончательный выбор в пользу предложения Мадана Холл сделал 7 февраля 1878 года.

## Исследование Фобоса

Съёмка аппаратом Curiosity спутников Марса: Фобос проходит перед Деймосом — в реальном времени (1 августа 2013).

На одном из снимков «Маринера-7» с близкого расстояния зафиксирована тень Фобоса на диске Марса. При анализе снимка определено, что Фобос в сечении эллиптический, его размеры вдвое больше вычисленных Дж. Койпером и альбедо его поверхности 5—6 %.
Фобос был сфотографирован крупным планом несколькими космическими аппаратами, основной целью которых являлось фотографирование Марса. Первым был «Маринер-9» в 1971 году, за ним «Викинг-1» и «Викинг-2» в 1977 году, Mars Global Surveyor в 1998 и 2003 годах, «Марс-экспресс» в 2004 году и Mars Reconnaissance Orbiter в 2007 и 2008 годах.
В 1988 году были запущены две автоматические межпланетные станции «Фобос» для исследования Марса и его спутников. Один из аппаратов был потерян через 2 месяца после запуска, второй успешно достиг Марса и успел выполнить часть исследовательской программы до того, как контакт с ним прекратился. 21, 27 и 28 февраля 1989 года АМС «Фобос-2» провела съёмку Фобоса — получено 38 изображений Фобоса высокого качества с удаления от 300 км до 1100 км, максимальное разрешение составило примерно 40 метров.
9 января 2011 года «Марс-экспресс» приблизился к Фобосу на 100 км и сделал снимки с разрешением 16 м. Впервые были получены стереоизображения спутника.
9 ноября 2011 года в рамках программы «Фобос-Грунт» Российского космического агентства, состоялся запуск очередной экспедиции к Фобосу автоматической межпланетной станции, которая должна была в 2014 году доставить образцы грунта со спутника Марса на Землю; но в результате нештатной ситуации (предположительно программного сбоя), станция не была выведена на расчётную траекторию, и 15 января 2012 года упала в Тихий океан. В течение нескольких лет после этого Роскосмос планировал повторную миссию «Фобос-Грунт 2», однако на 2020 год этот проект не планируется к реализации в ближайшем будущем.
Японское агентство аэрокосмических исследований (JAXA) разрабатывает автоматический аппарат Martian Moons Exploration (MMX) для исследования Фобоса и Деймоса, включающую доставку образцов грунта Фобоса на Землю. NASA, ESA и CNES планируют предоставить отдельные приборы для аппарата. Запуск планируется в 2026 году, прибытие образцов грунта на Землю — к 2031 году.
Зонд Mars Odyssey с помощью инфракрасной камеры определил, что когда Фобос полностью освещён Солнцем температура на его поверхности достигает 27 °C. Во время полного затмения температура на поверхности Фобоса составляет −123 °C.

## Предсказание о двух спутниках
Предположение о существовании у Марса двух спутников высказал Иоганн Кеплер в 1611 году. Он ошибочно расшифровал анаграмму Галилео Галилея smaismrmilmepoetaleumibunenugttauiras как лат. Salue, umbistineum geminatum Martia proles («Привет вам, близнецы, Марса порождение») и, таким образом, посчитал, что Галилей открыл два спутника Марса. В то время, как правильной её расшифровкой было лат. Altissimum planetam tergeminum obseruaui («Высочайшую планету тройною наблюдал», опубликована в письме Галилея Джулиано де Медичи 13 ноября 1610 года) — Галилей увидел Сатурн тройным — с кольцами.
Видимо, Кеплер также основывал своё предположение на логике, что если у Земли есть один спутник, а у Юпитера — четыре (известных в то время Галилеевых спутников), то количество спутников планет по мере удаления от Солнца возрастает в геометрической прогрессии. По этой логике у Марса должно быть два спутника.
В третьей части главы 3 «Путешествий Гулливера» (1726) Джонатана Свифта, которая описывает летающий остров Лапута, говорится, что астрономы Лапуты открыли два спутника Марса на орбитах, равных 3 и 5 диаметрам Марса с периодом обращения соответственно 10 и 21,5 часов. В действительности Фобос и Деймос находятся на расстоянии 1,4 и 3,5 диаметра Марса от центра планеты, а их периоды — 7,6 и 30,3 часа.